# Áčko (pořad)
Áčko byl televizní pořad TV Nova. Vysílal se čtyřikrát týdně od května 1997 do roku 2002. Vysílán byl živě ze studia A v Měšťanské besedě, kde tehdy TV Nova sídlila. Do hodinové talk show byli zváni hosté, kteří prožili něco výjimečného a chtěli se o to podělit. Prezentovaly se zde zkušenosti, názory, postoje, emoce, výhry i pády. K diskuzi byli zváni i odborníci.
Jednotlivé dny se odlišovaly podle barev a osobou moderátora. Pondělí bylo zelené, úterý modré, středa žlutá a čtvrtek červený. Jako moderátoři se zde vystřídali Pavlína Wolfová, Honza Musil, Gábina Bártiková, Martin Veselovský, Šárka Kubelková, Jiří Pešina, Petr Mühl, Mirek Vaňura, Jarmila Balážová.
Pořad byl opakovaně parodován, např. jako Řetko v Tele Tele a Béčko v České sodě.